# دوقية وارسو
دوقية وارسو ((بالبولندية: Księstwo Warszawskie)‏, (بالفرنسية: Duché de Varsovie)‏, (بالألمانية: Herzogtum Warschau)‏) كانت دولة بولندية تأسست على يد نابليون الأول في عام 1807 بعد انتصاره في حرب التحالف الرابع ، فقد تم اقتطاع الأراضي البولندية التابعة لمملكة بروسيا بموجب معاهدات تيليست لتتشكل دوقية وارسو ومنح نابليون حكمها لأحد حلفاءه وهو الملك فردريك أوغسطس الأول ملك ساكسونيا والذي تولى حكمها ضمن اتحاد شخصي بين الدوقية وبين مملكة ساكسونيا، استمرت الدوقية حتى عام 1812 حينما منيت الحملة العسكرية التي شنتها نابليون لغزو روسيا بالفشل احتلت الدوقية من قبل القوات الروسية والبروسية حتى عام 1815 حينما تقاسم البلدان أراضي الدوقية بينهما بموجب مؤتمر فيينا.

## التاريخ
نالت المنطقة التابعة للدوقية حريتها بانتفاضة شعبية تصاعدت من أعمال الشغب ضد التجنيد التي حصلت في عام 1806. تضمنت أولى مهام الحكومة الجديدة تأمين قوت الجيش الفرنسي في مواجهته للروس في بروسيا الشرقية.
أسس الإمبراطور الفرنسي نابليون الأول دوقية وارسو رسميًا كجزء من إبرامه لمعاهدات تيليست مع بروسيا. لاقى تأسيسه هذا دعم الجمهوريين المحليين في بولندا المقسمة، والشريحة الكبرى المشتتة من البولنديين في فرنسا؛ الذين أيدوا نابليون علانية ورأوه الرجل الوحيد القادر على استعادة السيادة البولندية بعد تقسيم بولندا في أواخر القرن الثامن عشر. على أي حال، تأسست دوقية وارسو كدولة تابعة (كانت دوقية أكثر من كونها مملكة).
كانت الدولة المعاد إنشاؤها حديثًا بشكل رسمي دوقيةً مستقلة حليفة لفرنسا، وفي اتحادٍ شخصي مع مملكة ساكسونيا. أجبر نابليون ملكَ ساكسونيا فريدريك أغسطس الأول على جعل مملكته مملكة دستورية ببرلمان (مجلس دوقية وارسو). على أي حال، لم يُسمح للدوقية أبدًا بالتطور كدولة مستقلة حقيقية، فقد كان حكم فريدريك أغسطس خاضعًا لما تمليه عليه المصلحة الوطنية لفرنسا، التي تعاملت مع الدوقية إلى حد كبير كمصدر للموارد فحسب. في الواقع، كان الرجل الأكثر أهمية في الدوقية السفير الفرنسي وكان مقره عاصمة الدوقية، وارسو. وقد افتقرت الدوقية، بشكل ملحوظ، إلى تمثيلها الدبلوماسي في الخارج.
في عام 1809، بدأت حرب قصيرة مع الإمبراطورية النمساوية. وعلى الرغم من انتصار دوقية وارسو بمعركة رازين؛ فقد دخلت القوات النمساوية وارسو، لكنّ قوات الدوقية والقوات الفرنسية بعد ذلك دحرت عدوها واستولت على كراكوف ولفيف وبعض المناطق التابعة للإمبراطورية النمساوية في تقاسمات بولندا. في أثناء الحرب، استوطن المستعمرون الألمان التابعون لـ بروسيا في الدوقية عندما ثارت التقاسمات علانية ضد الحكومة البولندية. بعد معركة واغرام، سمحت معاهدة شونبرون التالية بتوسع كبير لأراضي الدوقية الجنوبية مع استعادة الأراضي الليتوانية التي كانت ذات مرة جزءًا من بولندا.

### حملة نابليون على روسيا
كنتيجة لحملة نابليون على روسيا في عام 1812، توقع البولنديون أن تترقى الدوقية إلى مملكة، وأنه من خلال غزو نابليون، ستنضم إليهم المناطق التي تحررت من دوقية ليتوانيا الكبرى، الشريك التاريخي لبولندا في الكومنولث البولندي الليتواني. لكن، لم يرغب نابليون باتخاذ قرار دائم يمكن أن يعيقه قبل تسوية سلمية متوقعة مع روسيا. ومع ذلك، فقد أعلن الهجوم على روسيا كحرب بولندية ثانية.
لم تتم تلك التسوية السلمية المتوقعة، فقد انطلق الجيش الكبير بقيادة نابليون متضمنًا فرقة كبيرة من القوات البولندية بهدف إخضاع الإمبراطورية الروسية، لكن طموحاته العسكرية أُحبطت بفشله بدعم الجيش في روسيا ورفض الروسيين الاستسلام بعد الاستيلاء على موسكو؛ وعودة القليل من القوات أدراجها. أثبتت هزيمة حملة نابليون على روسيا أنها نقطة تحول رئيسة في حظوظه.
بعد هزيمة نابليون في الشرق، احتلت روسيا معظم أراضي دوقية وارسو في يناير 1813 في أثناء تقدمها على فرنسا وحلفائها. وعاد ما تبقى من الدوقية إلى بروسيا. وعلى الرغم من صمود العديد من القلاع المنعزلة لأكثر من عام، فلم يتبقَّ من وجود الدولة إلا اسمها. أنشأ ألكسندر الأول قيصر روسيا مجلسًا أعلى مؤقتًا للدوقية ليحكم المنطقة من خلال جنرالاته.

## الحكومة والسياسة

### الدستور
عُدَّ دستور دوقية وارسو ليبراليًا بالنسبة إلى وقته، نص على وجود مجلسين تشريعيين هما مجلس الشيوخ ومجلس النواب. بالإضافة إلى مجلس الوزراء الذي يعمل كهيئة تنفيذية للدوقية. كانت العبودية ملغاة وتساوت جميع الطبقات أمام القانون. وفي حين كانت الكاثوليكية الرومانية الدين الرسمي للدولة، فقد ضَمن الدستور أيضًا التسامح الديني.